# L'amour est bleu

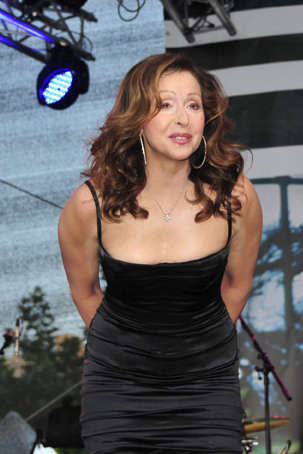
Vicky Leandros, intérprete de la canción original, en 2008.

«L'amour est bleu» —[l‿a.muʁ ɛ blø]; en francés: también conocida como «Love Is Blue»— es una canción compuesta por André Popp e interpretada en francés por Vicky Leandros. Fue elegida para representar a Luxemburgo en el Festival de la Canción de Eurovisión de 1967 mediante la elección interna de Télé-Luxembourg y, desde entonces, ha sido grabada por numerosos artistas, en especial el director de orquesta francés Paul Mauriat, cuya versión instrumental de la canción se convirtió en el único éxito de un artista francés que encabezó la lista americana Billboard Hot 100.
Vicky Leandros también grabó la canción en alemán («Blau wie das Meer»), español («Mi amor es azul»), griego («Η αγάπη είναι μπλε»), inglés («Love is blue» o «Colors of love»), italiano («L'amore è blu») y neerlandés («Liefde is zacht»).
La canción también fue versionada en español por Lea Zafrani en 1967 como «Mi amor es azul», al año siguiente por Raphael en la película El Golfo y más tarde, en 1971, por Karina.

## Versión de Paul Mauriat
A finales de 1967, el director de orquesta francés Paul Mauriat condujo una versión instrumental easy listening de la canción que fue un éxito número uno en los Estados Unidos durante cinco semanas, convirtiéndose en el único éxito de un artista francés que encabezó la lista norteamericana Billboard Hot 100. Esta fue la segunda canción instrumental en haber encabezado durante más tiempo la lista, por debajo de «Theme from ''A summer place''», que fue número uno por nueve semanas.
La versión de Paul Mauriat ha aparecido en varios programas; apareció repetidamente en el episodio A Room with No View de la serie Millennium en 1998,. en dos episodios de la serie Los Simpsons (There's No Disgrace Like Home y The Blue and the Gray), y durante los créditos del episodio The Flood de Mad Men, que tiene lugar en abril de 1968.

## Festival de Eurovisión

### Festival de la Canción de Eurovisión 1967
Esta canción fue la representación luxemburguesa en el Festival de Eurovisión 1967. La orquesta fue dirigida por Claude Denjean.
La canción fue interpretada 2ª en la noche del 8 de abril de 1967 por Vicky Leandros, precedida por los Países Bajos con Thérèse Steinmetz interpretando «Ring-dinge-ding» y seguida por Austria con Peter Horton interpretando «Warum es hunderttausend Sterne gibt». Al final de las votaciones, la canción había recibido 17 puntos, quedando en 4º puesto de un total de 17. La canción, junto a «Nel blu dipinto di blu» y «Eres tú» (de Domenico Modugno y Mocedades, respectivamente), es una de las pocas canciones no ganadoras del festival en haberse convertido en un éxito mundial.
Vicky Leandros volvería a representar a Luxemburgo en 1972 con la canción «Après toi», que se declaró ganadora de ese año.
Fue sucedida como representación luxemburguesa en el Festival de 1968 por Chris Baldo & Sophie Garel con «Nous vivrons d'amour».

### Festival de la Canción de Eurovisión 2006
«L'amour est bleu» también apareció como parte del popurrí introductorio de la semifinal del Festival de la Canción de Eurovisión 2006, siendo una de las tres canciones no ganadoras que formaron parte de este; las otras canciones fueron «Dschinghis Khan» y «Nel blu dipinto di blu».

## Letra
La canción describe la felicidad y el dolor del amor y compara dichas emociones con colores (azul y gris) y elementos (agua y viento).
La versión inglesa de la canción se centra solo en colores (azul, gris, rojo, verde y negro) que utiliza para describir los elementos del amor perdido, y la versión española habla de los mismos colores que la original, usándolos para describir los elementos del amor.

## Cultura popular
- En el videojuego Bayonetta 2, «L'amour est bleu» es el nombre que reciben las cuatro pistolas que porta Bayonetta como arma principal, en honor a esta canción.